# 小嶋勇介
小嶋 勇介（こじま ゆうすけ、1930年 - ）は、マスコミ論研究者。
九州大学法学部卒業、裁判所書記官を経てNHK入社、報道部考査室勤務。1991年にNHKを定年退職。
東海大学福岡短期大学非常勤講師（マスコミ論）。福岡市肢体障害者福祉協議会理事。NHK福岡文化センター講師。西南学院大学、東海大学福岡短期大学の非常勤講師を歴任した。